# Eramet
Eramet é uma empresa de mineração e metalurgia francesa. A empresa está presente em 20 países pertencentes a cinco continentes. A sua sede social está situada na torre Montparnasse em Paris. Seu capital de giro é de aproximadamente 600 milhões de euros e possui mais de doze mil funcionários pelo mundo (2017).